# Calleville
Calleville – miejscowość i gmina we Francji, w regionie Normandia, w departamencie Eure.
Według danych na rok 1990 gminę zamieszkiwało 551 osób, a gęstość zaludnienia wynosiła 64 osoby/km² (wśród 1421 gmin Górnej Normandii Calleville plasuje się na 420. miejscu pod względem liczby ludności, natomiast pod względem powierzchni na miejscu 427.).